# Светско првенство у кајаку и кануу на мирним водама 1975.
Светско првенство у кајаку и кануу на мирним водама 1975. одржано је по други пут одржано је у Београду у тадашњој Југославији. Београд је био домаћин и на Светском првенству 1971. године. Изједначио се са Копенхагеном у Данској који је до тада био град са највише одржаних Светских првенстава (1950, 1970).
У мушкој конкуренцији такмичења су се одржала у шест дисциплина у кануу и девет у кајаку. За жене су одржана три такмичења у кајаку.
Ово је било дванаесто Светско првенство у кајаку и кануу на мирним водама. Први пут у историји шампионата догодило се да је  било нерешено и то у мушкој дисциплини К-1 1000 m за златну медаљу између Италијана Орестеа Перија и Пољака Гжегожа Слеџевског. То се десило други пут тек тридесет пет година касније у дисциплини C-1 200 m (дисциплина која је дебитовала 1994) за бронзу између Канађанина Ричарда Далтона и Украјинца Јурија Чебана, од којих ниједан није рођен 1975. године.

## Резултати[2]

### Мушкарци

#### Кану
| Дисциплина  | Злато                                                  | Време    | Сребро                                          | Време    | Бронза                                                  | Време    |
| C-1 500 m   | Совјетски Савез · Sergey Petrenko                      | 01:56.03 | Мађарска · Miklós Darvas                        | 01:56.28 | Бугарска · Borislav Ananiev                             | 01:56.57 |
| C-1 1000 m  | Совјетски Савез · Vasiliy Yurchenko                    | 04:07.42 | Румунија · Ivan Patzaichin                      | 04:09.47 | Мађарска · Tamás Wichmann                               | 04:10.74 |
| C-1 10000 m | Совјетски Савез · Vasiliy Yurchenko                    | 45:33.50 | Мађарска · Károly Szegedi                       | 45:37.39 | Југославија · Матија Љубек                              | 46:20.45 |
| C-2 500 m   | Совјетски Савез · Aleksandr Vinogradov · Yuriy Lobanov | 01:44.39 | Чехословачка · Tomáš Šach · Jiří Čtvrtečka      | 01:45.38 | Мађарска · Gábor Árva · Péter Povázsay                  | 01:46.53 |
| C-2 1000 m  | Мађарска · Gábor Árva · Péter Povázsay                 | 03:49.43 | Румунија · Georghe Danielov · Gheorghe Simionov | 03:50.16 | Совјетски Савез · Roman Vyzhenko · Aleksandr Vinogradov | 03:50.79 |
| C-2 10000 m | Совјетски Савез · Vladas Česiūnas · Yuriy Lobanov      | 42:34.11 | Мађарска · Tamás Buday · Oszkár Frey            | 42:48.73 | Бугарска · Ivan Burtschin · Stefan Iliev                | 43:01.87 |

#### Кајак
| Дисциплина            | Злато                                                                                      | Време    | Сребро                                                                            | Време    | Бронза                                                                                     | Време    |
| K-1 500 m             | Мађарска · Géza Csapó                                                                      | 01:44.34 | Румунија · Vasile Dîba                                                            | 01:45.74 | Пољска · Grzegorz Śledziewski                                                              | 01:46.13 |
| K-1 1000 m            | (нерешено) · Италија · Oreste Perri и · Пољска · Grzegorz Śledziewski                      | 03:43.55 | Нико                                                                              |          | Источна Немачка · Rüdiger Helm                                                             | 03:44.81 |
| K-1 10000 m           | Италија · Oreste Perri                                                                     | 42:12.37 | Немачка · Erich Pasch                                                             | 42:16.31 | Пољска · Kazimierz Nikin                                                                   | 42:18.17 |
| K-1 4 x 500 m штафета | Мађарска · Iván Herczeg · József Svidró · Zoltán Sztanity · Péter Várhelyi                 | 07:24.16 | Румунија · Zoltfab Eseanu · Mihail Zaifu · Ion Dragulschi · Vasile Dîba           | 07:27.70 | Шпанија · Herminio Menéndez · Jóse Ramón López · Luis Gregario Ramos · Martin Vásquez      | 07:28.56 |
| K-2 500 m             | Совјетски Савез · Viktor Vorobiyev · Nikolay Astapkovich                                   | 01:35.02 | Источна Немачка · Herbert Laabs · Harald Marg                                     | 01:35.44 | Румунија · Larion Serghei · Policarp Malîhin                                               | 01:36.14 |
| K-2 1000 m            | Источна Немачка · Alexandre Slatnow · Gerhard Rummel                                       | 03:28.31 | Румунија · Larion Serghei · Policarp Malîhin                                      | 03:29.34 | Мађарска · József Deme · János Rátkai                                                      | 03:30.18 |
| K-2 10000 m           | Мађарска · Zoltán Bakó · István Szabó                                                      | 38:44.73 | Италија · Danio Merli · Giorgi Sbruzzi                                            | 38:47.39 | Совјетски Савез · Valeriy Zhemeza · Petras Šiurskas                                        | 38:48.92 |
| K-4 1000 m            | Шпанија · Herminio Rodriguez · José María Esteban · Jóse Ramón López · Luis Gregario Ramos | 03:06.40 | Источна Немачка · Herbert Laabs · Gerhard Rummer · Rüdiger Helm · Harald Marg     | 03:06.60 | Мађарска · István Szabó · Zoltán Bakó · József Deme · János Rátkai                         | 03:06.76 |
| K-4 10000 m           | Норвешка · Einar Rasmussen · Steinar Amundsen · Andreas Orheim · Olaf Søyland              | 34:47.69 | Румунија · Costel Coşniţă · Cuprian Macareanu · Vasile Simionceno · Nicuşor Eşanu | 34:51.38 | Совјетски Савез · Leonid Derevyasnko · Nikolai Gorbachev · Pytor Zhurga · Anatoliy Zharkin | 34:53.65 |

### Жене

#### Кајак
| Дисциплина | Злато                                                                        | Време    | Сребро                                                                                            | Време    | Бронза                                                                   | Време    |
| K-1 500 m  | Источна Немачка · Anke Ohde                                                  | 01:56.57 | Совјетски Савез · Galina Kreft                                                                    | 01:59.12 | Румунија · Maria Mihareanu                                               | 02:01.58 |
| K-2 500 m  | Источна Немачка · Bärbel Köster · Carola Zirzow                              | 01:48.57 | Совјетски Савез · Galina Kreft · Yekaterina Nagimaya                                              | 01:49.54 | Пољска · Maria Kazanecka · Katarzyna Kulczak                             | 01:53.02 |
| K-4 500 m  | Источна Немачка · Bärbel Köster · Anke Ohde · Bettina Müller · Carola Zirzow | 01:37.61 | Совјетски Савез · Larissa Besnitzkaya · Galina Kreft · Yekaterina Nagimaya · Nadezhda Trachimenok | 01:39.24 | Мађарска · Ilona Tőzsér · Mária Zakariás · Klára Rajnai · Ágnes Pozsonyi | 01:39.61 |

## Табела медаља
| Позиција    | Држава          | Злато | Сребро | Бронза | Укупно |
| ----------- | --------------- | ----- | ------ | ------ | ------ |
| 1           | Совјетски Савез | 6     | 3      | 3      | 12     |
| 2           | Мађарска        | 4     | 3      | 5      | 12     |
| 3           | Источна Немачка | 4     | 2      | 1      | 7      |
| 4           | Италија         | 2     | 1      | 0      | 3      |
| 5           | Пољска          | 1     | 0      | 3      | 4      |
| 6           | Шпанија         | 1     | 0      | 1      | 2      |
| 7           | Норвешка        | 1     | 0      | 0      | 1      |
| 8           | Румунија        | 0     | 6      | 2      | 8      |
| 9           | Чехословачка    | 0     | 1      | 0      | 1      |
| 9           | Западна Немачка | 0     | 1      | 0      | 1      |
| 11          | Бугарска        | 0     | 0      | 2      | 2      |
| 12          | Југославија     | 0     | 0      | 1      | 1      |
| Укупно (12) | Укупно (12)     | 19    | 17     | 18     | 54     |